# Trichomycterus hualco
Trichomycterus hualco és una espècie de peix d'aigua dolça de la família dels tricomictèrids i de l'ordre dels siluriformes. Va ser descrit l'any 2008 a partir d'observacions i anàlisis realitzades en un riu andí de la província argentina de La Rioja, d'on és endèmic.
Aquesta espècie es diferencia de la resta del seu gènere pel nombre de projeccions de la segona vèrtebra cervical a la zona de les brànquies, el seu grau d'exposició, la forma de les dents premaxil·lars, la presència de papil·les al cos, el nombre de vèrtebres i la posició d'un element característic de l'aleta dorsal, entre d'altres.